# Dušan Bajević
Dušan Bajević (ur. 10 grudnia 1948 w Mostarze) – trener piłkarski i piłkarz.

## Kariera zawodnicza
Bajević swoją karierę rozpoczynał w Velezie Mostar. W klubie tym zagrał on w prawie 400 spotkaniach, w których strzelił 170 bramek. W Velezie spędził 8 lat (1967–1975) po czym dołączył do AEK Ateny, gdzie dwukrotnie zdobył mistrzostwo Grecji, a w sezonie 1980/81 został królem strzelców Alpha Ethniki. Jest on jedną z najbardziej kontrowersyjnych postaci w historii tego klubu.
W latach 1981–1983 ponownie reprezentował barwy Veležu, gdzie zakończył karierę. W czasie swojej kariery był królem strzelców Ligi Jugosławii w sezonie 1969/70 ex aqeuo ze Slobodanem Santračem, reprezentował też barwy swojego kraju na MŚ w RFN, gdzie strzelił hat-tricka w meczu z Zairem. W 37 występach w reprezentacji Jugosławii strzelił 29 bramek.

## Kariera trenerska

### Velež Mostar
Po zakończeniu kariery zawodniczej w 1983 roku Bajević objął posadę trenera w Velezie Mostar. Poprowadził on zespół do zwycięstwa w Pucharze Jugosławii w 1986 roku, gdzie jego podopieczni pokonali w stosunku 3–1 w finale Dinamo Zagrzeb. W następnym sezonie Velež Mostar zakończył rozgrywki ligowe na drugim miejscu, po czym Bajević odszedł do AEKu Ateny.

### AEK Ateny
W 1988 Bajević został trenerem AEK Ateny. W jego pierwszym sezonie pracy w tym klubie AEK Ateny zostało nieoczekiwanie mistrzem Alpha Ethniki dokonując tego po raz pierwszy od 10 lat i przełamując tym samym hegemonie Olimpiakosu i Panathinaikosu. Wraz z AEK dokonywał tego jeszcze 3-krotnie w latach 1992, 1993 i 1994.

### Olympiakos SFP
W 1996 roku Bajević podpisał kontrakt z Olympiakosem Pireus. W czasie, gdy był on managerem tego klubu Olimpiakos w 1997 odzyskał po 10 latach tytuł Mistrza Grecji, a następnie tryumfował w lidze przez kolejne trzy sezony. W 1999 roku Olimpiakos zdobył dublet oraz po raz pierwszy w historii dotarł do ćwierćfinału Ligi Mistrzów UEFA.

### PAOK Saloniki
Kolejnym przystankiem w jego trenerskiej karierze był PAOK FC, do którego trafił w 2000 roku. Z klubem tym w 2001 roku zdobył Puchar Grecji.

### AEK Ateny
W 2002 roku historia zatoczyła koło i Bajević po raz kolejny trafił na ławkę AEK Ateny. Tym razem nie wywalczył z tym zespołem żadnego trofeum, a na dodatek stracił poparcie fanów, którzy nie mogli wybaczyć mu pracy z Olympiakosem.

### Olympiakos SFP
W 2004 roku po raz drugi objął posadę trenera w Olympiakosie Pireus, gdzie po raz kolejny wywalczył dublet. W sezonie 2004/2005 klub zakończył udział w rozgrywkach Ligi Mistrzów, a następnie odpadł w 4 rundzie Pucharu UEFA. Pomimo tych wyników, klub – pod wpływem nacisków kibiców, którzy nie byli usatysfakcjonowani stylem gry zespołu – zwolnił Bajevića.

### Crvena Zvezda Belgrad
W maju 2006 roku Bajević podpisał kontrakt z Crveną Zvezdą, na stanowisku trenera tego klubu zastąpił Waltera Zenge. Przygoda z tym zespołem nie rozpoczęła się zbyt udanie, po przegranych el. Ligi Mistrzów klub szybko odpadł z Pucharu UEFA. W lidze Crvenej Zveździe wiodło się jednak o wiele lepiej i po rundzie jesiennej prowadzili w lidze z przewagą 14 pkt nad drugim zespołem w tabeli. Runda wiosenna rozpoczęła się od nieoczekiwanej zniżki formy, a po przegranych, po raz pierwszy od 11 lat derbach z Partizanem Belgrad kibice zniszczyli samochód Bajevićia. Ostatecznie FK Crvena zvezda skończyła sezon na pierwszym miejscu w lidze z sześcioma punktami na drugim zespołem. Po sezonie Bajević rozstał się z zespołem.

### Aris Saloniki
7 września 2007 roku Bajević podpisał trzyletni kontrakt z Arisem Saloniki. Zespół zajął 4. miejsce w lidze, dzięki czemu wywalczył sobie w miejsce w Pucharze UEFA w sezonie 2008/09.